# Cara Williams
Cara Williams, właściwie Bernice Kamiat (ur. 29 czerwca 1925 w Nowym Jorku, zm. 9 grudnia 2021 w Beverly Hills) – amerykańska aktorka filmowa i telewizyjna. Nominowana do Oscara za drugoplanową rolę w filmie Ucieczka w kajdanach (1958) w reżyserii Stanleya Kramera. Była pierwszą żoną aktora Johna Drew Barrymore'a.
Była córką żydowskich emigrantów z Europy. Jej matka pochodziła z Rumunii, a ojciec z Austrii.
Po wycofaniu się z aktorstwa zajęła się projektowaniem wnętrz.

## Wybrana filmografia
- Wide Open Town (1941) jako Joan Stuart
- Laura (1944) jako sekretarka w biurze Laury
- Bumerang (1947) jako Irene Nelson, kelnerka w "Coney Island Cafe"
- Pukać do każdych drzwi (1949) jako Nelly Watkins
- Jedziemy do Monte Carlo (1953) jako Marinette
- Spotkajmy się w Las Vegas (1956) jako Kelly Donavan
- Historia Heleny Morgan (1957) jako Dolly Evans
- Ucieczka w kajdanach (1958) jako matka Billy'ego
- Alfred Hitchcock przedstawia (1955-62; serial TV) – różne role w kilku odcinkach
- Pete and Gladys (1960-62; serial TV) jako Gladys Porter (główna rola)
- Gangster i urzędnik (1963) jako Sugar Pye
- Panie doktorowe (1971) jako Maggie Gray, żona dr Graya
- Biały bizon (1977) jako Cassie Ollinger
- Jednoosobowy sąd (1978) jako Nancy